# Oskar Alesius
Oskar Alesius (Nagyszeben, 1844. április 30. – 1907 után), korabeli magyar forrásokban Alesius Oszkár, brassói városi tanácsos, polgármester-helyettes, a Siebenbürgischer Karpatenverein brassói osztályának alelnöke.

## Életpályája
Karl Alesius volt brassói tanácsos és kerületi felügyelő fiaként született; távoli leszármazottja a 16. században élt Alesius Dénesnek, az első erdélyi evangélikus püspöknek. Iskolai tanulmányait a brassói Honterus-gimnáziumban folytatta, majd Bécsben és Budapesten jogot és államtudományokat hallgatott. Brassóba hazatérve első városi tanácsos (szenátor) lett, később polgármester-helyettesi és SKV-alelnöki (1897) posztokat is betöltött, a város vagyonának gondnoka volt. A Szépítő Egylet (Verschönerungsverein) elnökeként létrehozta többek között a Warthe-domb oldalában húzódó Királyi sétautat és a Rakodó-völgy felé haladó ösvényt; az 1891-ben alapított idegenforgalmi iroda elnökeként pedig fellendítette a brassói turizmust.
Az Erdély folyóirat szerint „költői lelkü férfiu és korrekt hazafi”, aki az Erdélyi Kárpát-egyesület ünnepségein tartott beszédeiben „hangsúlyozta a testvéri összetartást és a hazához való hű ragaszkodást.”
Felesége Regine Charlotte Lurtz (*1859), gyermekei Gabrielle (*1882), Herman (*1884), Hildegarde (*1886), Dorothea (*1894).
1904 augusztusában még polgármester-helyettesként, 1906 szeptemberében még városi tanácsosként, 1907 májusában még a SKV brassói osztályának alelnökeként említik. Későbbi élete nem ismert; egy forrás szerint időskorában Bécsbe költözött és ott is hunyt el.

## Emlékezete
A Cenk oldalában, a Gábony-lépcsők aljában, a Rakodó-völgybe vezető, általa létrehozott ösvény felett kőpadot állítottak emlékére, melynek felirata Memoriae senatoris Alesius huius viae saxo annis MDCCCLXXXVIII–MDCCCXCVI incisae auctoris (Alesius tanácsos emlékére, aki 1888–1896 között a sziklába vágta ezt az utat).

## Képek

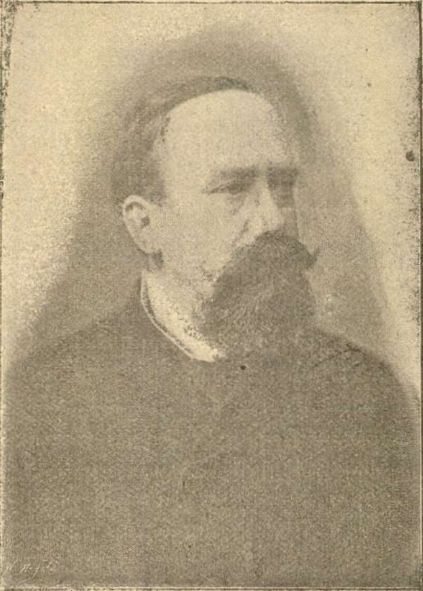
Oskar Alesius 1897 körül
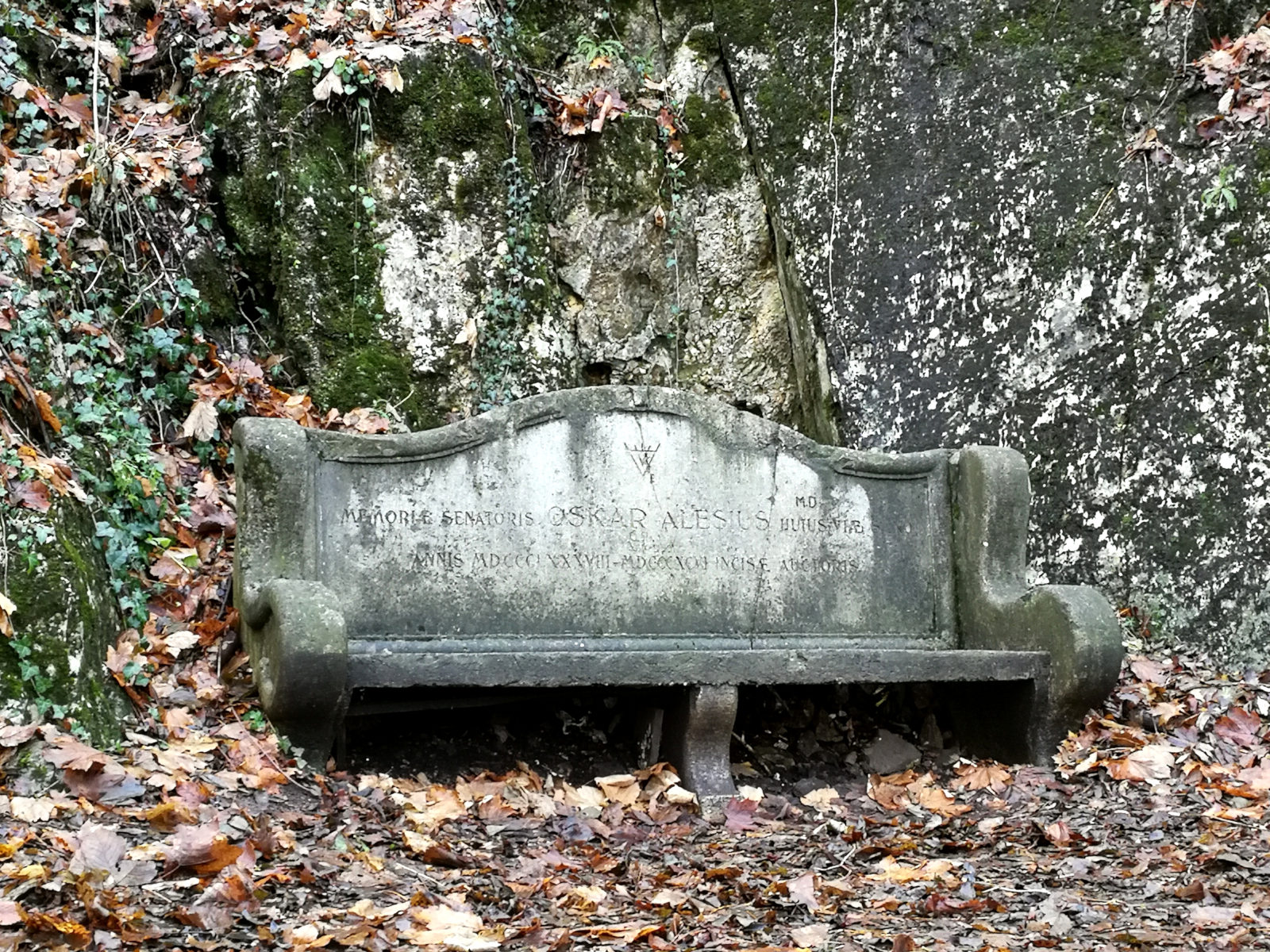
Az Alesius-pad a Cenk oldalában